# Положення про тимчасове обмеження прав
Положення про тимчасове обмеження прав (Suspension clause) — включене в Договір про Європейський Союз (стаття 7) Амстердамським договором. Відповідно до цього положення держава-член може бути тимчасово позбавлена деяких своїх прав (наприклад, права голосу в Раді міністрів) у разі неодноразового серйозного порушення принципів, на яких базується Союз (свобода, демократія, дотримання основних прав і свобод людини, верховенство права). При цьому відповідна держава не звільняється від своїх обов'язків.
Ніццький договір доповнив цю процедуру механізмом запобігання. На подання Комісії, Європейського Парламенту або щонайменше, третини країн-членів, Рада міністрів може констатувати загрозу серйозного порушення головних принципів Союзу з боку держави-члена. Рішення ухвалюється за згоди Європейського Парламенту більшістю в чотири п'ятих голосів; воно містить відповідні рекомендації щодо поліпшення ситуації.